# Марнотратники
«Марнотратники» (англ. The Rounders, інші назви — Oh, What a Night / Revelry / Two of a Kind) — короткометражний комедійний фільм 1914 року за участі Чарлі Чапліна.

## Сюжет
Чарлі повертається напідпитку додому, де його чекає грізна дружина. Одночасно (і також напідпитку) повертається його сусід Фетт, який починає сваритися з дружиною. Дружина Чарлі відправляє чоловіка розібратися, що до чого, однак того викидають за двері. Дружина заступається за Чарлі, і між жінками спалахує спекотна сварка. Чоловіки, не втрачаючи часу дарма, беруть гроші і вирушають до ресторану. Там вони відчувають себе як вдома і намагаються влягтися спати, що ледь не провокує бійку: благо дружини, об'єднані зникненням чоловіків і, головне, грошей, кидаються на їх пошуки і встигають вчасно. Однак, користуючись метушнею, п'яниці забираються в човен і відчалюють від берега. Незабаром вони засинають міцним сном, а човен тоне.

## У ролях
- Чарлі Чаплін — п'яниця
- Роско ’Товстун’ Арбакл — п'яниця
- Філліс Аллен — дружина Чарлі
- Мінта Дарфі — дружина Фатті
- Аль Ст. Джон — офіціант
- Пеггі Пейдж
- Сесіль Арнольд — гість в готелі
- Хелен Карратерс — обідає
- Джесс Денді — обідає
- Чарлі Чейз — обідає
- Діксі Чен — обідає
- Едгар Кеннеді — не позначений у тітрах